# Joachim von Görne
Joachim Wilhelm Friedrich von Görne (* 23. Mai 1898 in Neustadt an der Orla; † 9. Mai 1942 bei Slobodyschtsche, UdSSR) war ein deutscher Jurist. Er war Landgerichtspräsident in Weimar und Gauführer des Gaues Thüringen des Nationalsozialistischen Rechtswahrerbundes (NSRB).

## Leben und Wirken
Er stammte aus dem Adelsgeschlecht von Görne und war der Sohn des Chemikers Friedrich von Görne. Nach Ablegung der Reifeprüfung am Realgymnasium im Weimar studierte er Rechtswissenschaft und legte 1921 die Referendarprüfung an der Universität Jena ab. Nach der Promotion zum Dr. phil. in Jena 1924 legte er im gleichen Jahr die große Staatsprüfung ab. Nach einer kurzen Tätigkeit als Anwaltsvertreter ließ er sich 1925 als Anwalt in Gotha nieder. Noch im gleichen Jahr kehrte aber er in den thüringischen Staatsdienst zurück. Zunächst war er als Hilfsarbeiter bei der Staatsanwaltschaft und Hilfsrichter bei verschiedenen Amtsgerichten in Thüringen tätig.
Zum 1. Januar 1933 erfolgte seine Anstellung als Amtsgerichtsrat in Gera angestellt. 1932 wurde er in Weimar zum Landgerichtsdirektor in Weimar ernannt, in welcher Eigenschaft er den Vorsitz des Sondergerichts für den Oberlandesgerichtsbezirk Jena übernahm. 1938 wurde er zum Präsidenten des Landgerichts Weimar befördert.
Politisch war er seit 1. Dezember 1931 als NSDAP-Mitglied aktiv und trat 1933 dem NSRB bei. tätig. Am 26. Februar 1937 erfolgte seine Ernennung zum Gauführer des Gaues Thüringen des NSRB. Seinen Dienstsitz hatte er in der Bernhardstraße 10 in Weimar. Nach Ausbruch des Zweiten Weltkrieges erfolgte seine Einberufung als Feldkriegsgerichtsrat bei der Wehrmacht. Als solcher starb er an den Folgen eines Absturzes in der deutschbesetzten Ukraine.